# Academias reais da Suécia

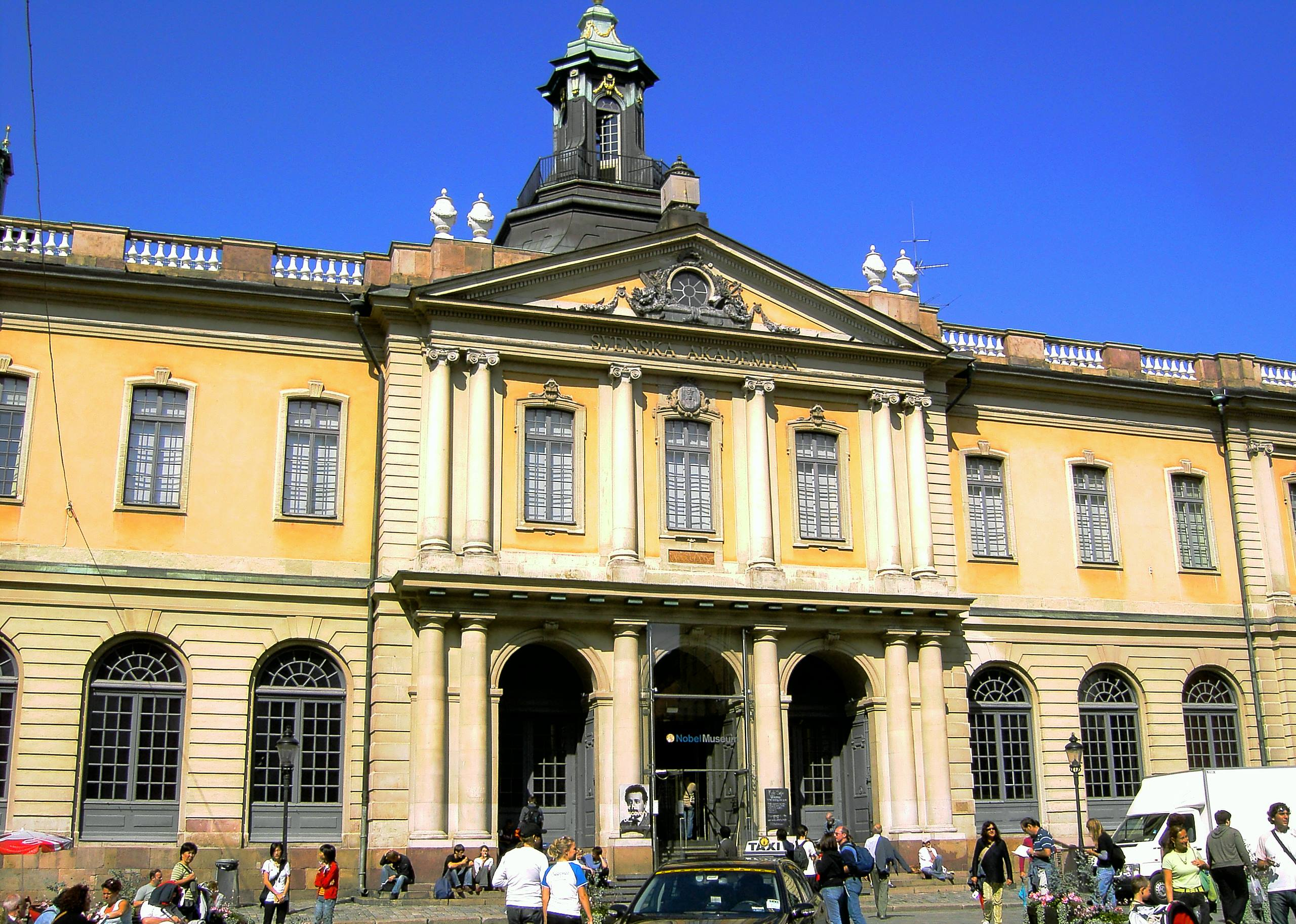
Academia Sueca

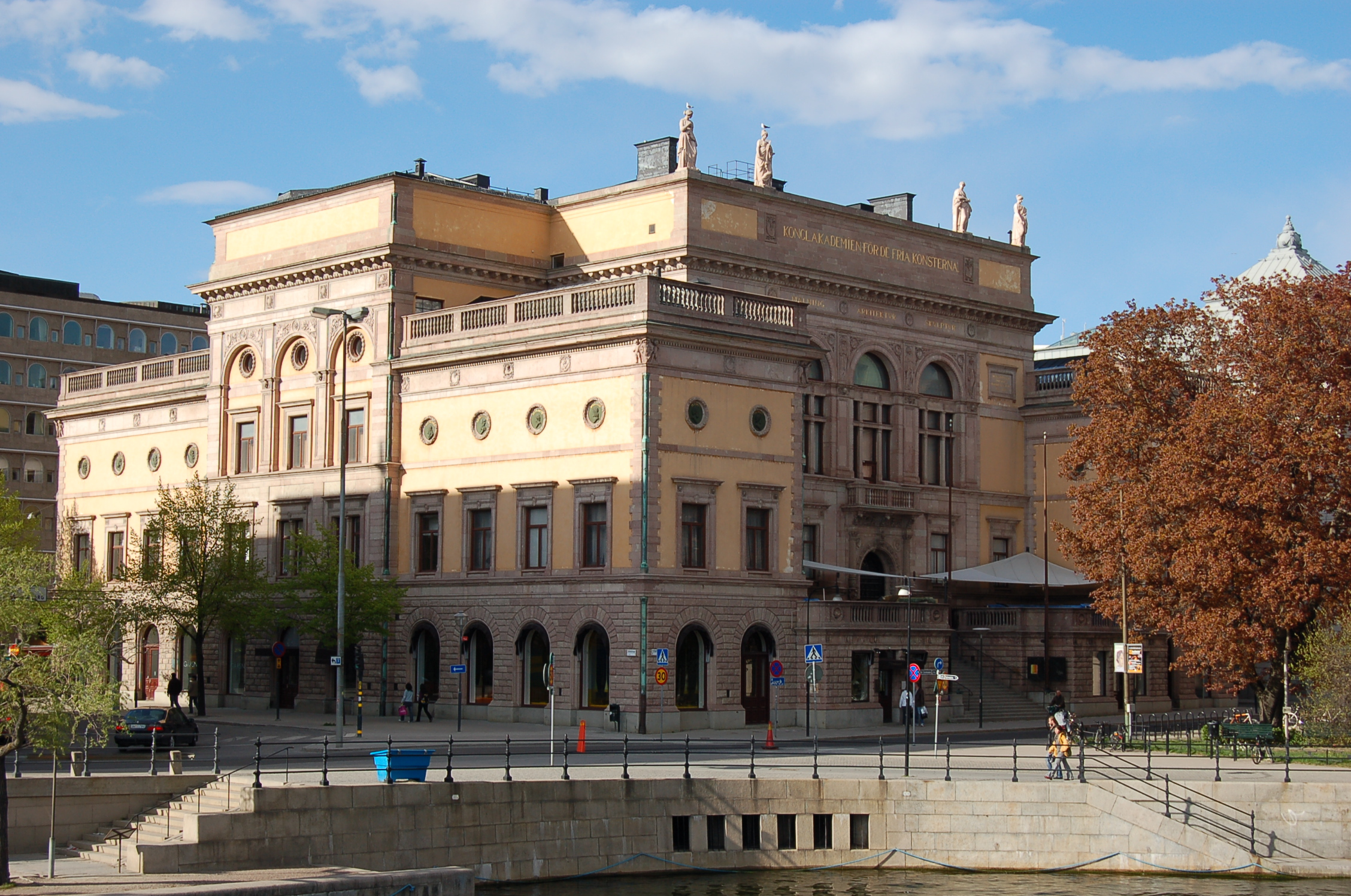
Academia Real de Artes da Suécia

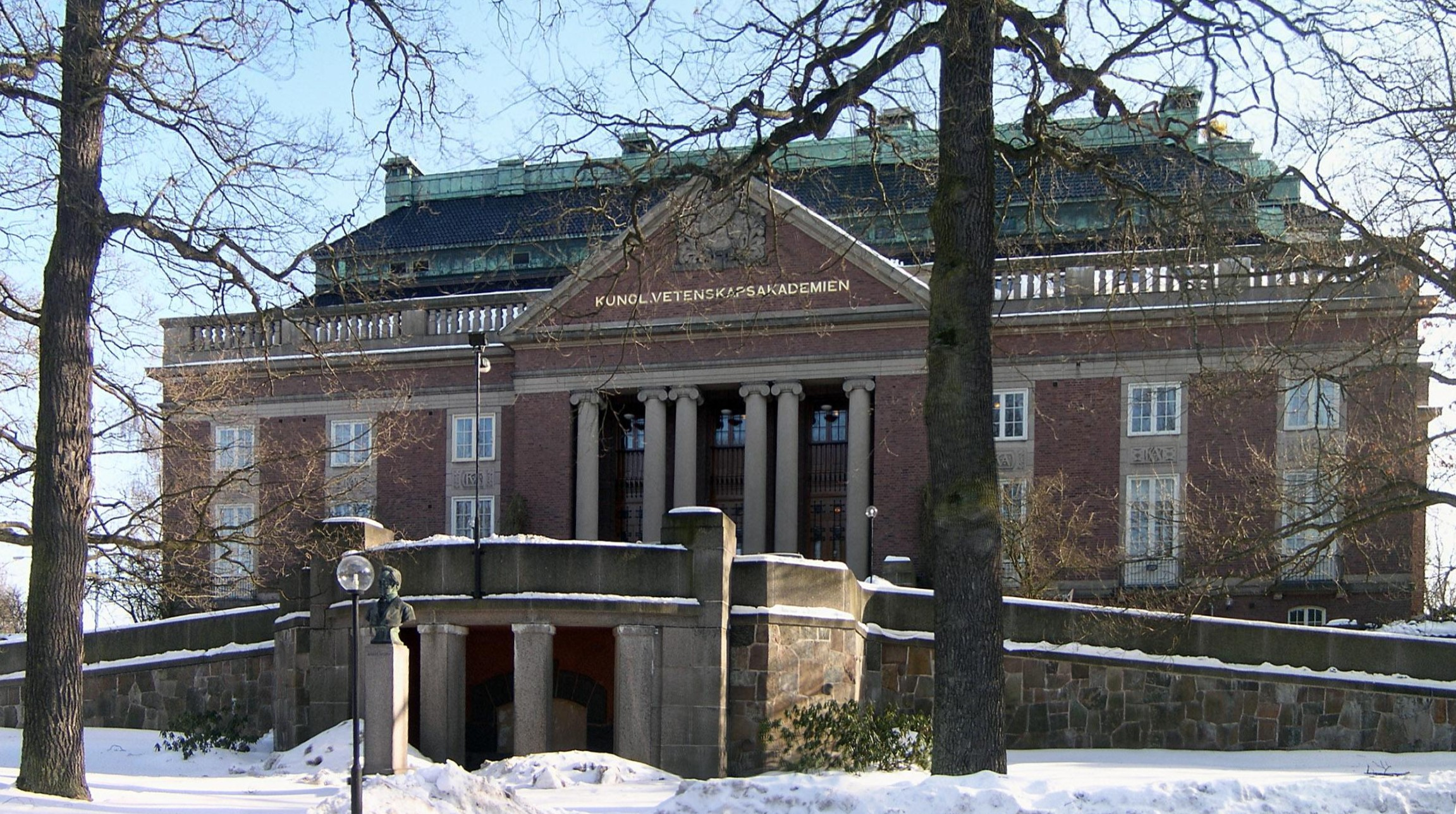
Academia Real das Ciências da Suécia

As academias reais suecas são instituições jurídicas e economicamente independentes, criadas por um rei com a finalidade de fomentar e promover a arte, a cultura e a ciência na Suécia, no espírito do iluminismo (upplysningens anda).
Entre outras academias, são conhecidas nacional e internacionalmente a Academia Sueca e a Academia Real das Ciências da Suécia, responsáveis pela atribuição de vários Prémios Nobel.
A primeira proposta de academia foi lançada sem sucesso pela rainha Cristina em 1652.

## Algumas academias reais suecas
- Academia Sueca (Svenska Akademien, 1786)
- Academia Real das Ciências da Suécia (Kungliga Vetenskapsakademien, 1739)
- Academia Real de Artes da Suécia (Kungliga Akademien för de fria konsterna, 1773)
- Real Academia Sueca de Música (Kungliga Musikaliska Akademien, 1771)
- Academia Real de Letras, História e Antiguidade (Kungliga Vitterhets Historie och Antikvitets Akademien och Vitterhetsakademien, 1753, 1786)